# Campylopterus excellens
Campylopterus excellens és una espècie d'ocell de la família dels troquílids (Trochilidae) que habita la selva humida, boscos i matolls del sud de Mèxic, al sud-est de Veracruz. Diversos autors el consideren una subespècie de Campylopterus curvipennis.